# トラテロルコ事件
トラテロルコ事件（トラテロルコじけん）またはトラテロルコの虐殺（トラテロルコのぎゃくさつ、西: La masacre de Tlatelolco）は、1968年10月2日、メキシコの首都メキシコシティ、トラテロルコ地区のラス・トレス・クルトゥラレス広場（三文化広場）で起こった軍と警察による学生と民間人の大虐殺事件を指す。
この虐殺は政府が政治的野党を抑圧するために権力を行使したいわゆるメキシコの「汚い戦争（Guerra sucia en México）」の一部だとみなされている。 1968年メキシコシティーオリンピック開会の約10日前に大虐殺が起きた。
当時、メキシコの政府やマスメディアは政府軍が市民のデモによって（偶発的に）引き起こされたと主張した が、2000年以降に発表された政府文書から狙撃兵が政府によって雇われていたことが明るみにでた。国家安全保障調査センターの長は、1345人が逮捕されたと報じた。
米国のラテンアメリカ政策担当アナリストのケイト・ドイル（Kate Doyle）は、「米国国家安全保障アーカイブスに基づく、44人の死亡を記録した」と述べた。
実際の死亡者数は300〜400人であり、目撃者は数百人の死者を報告している。

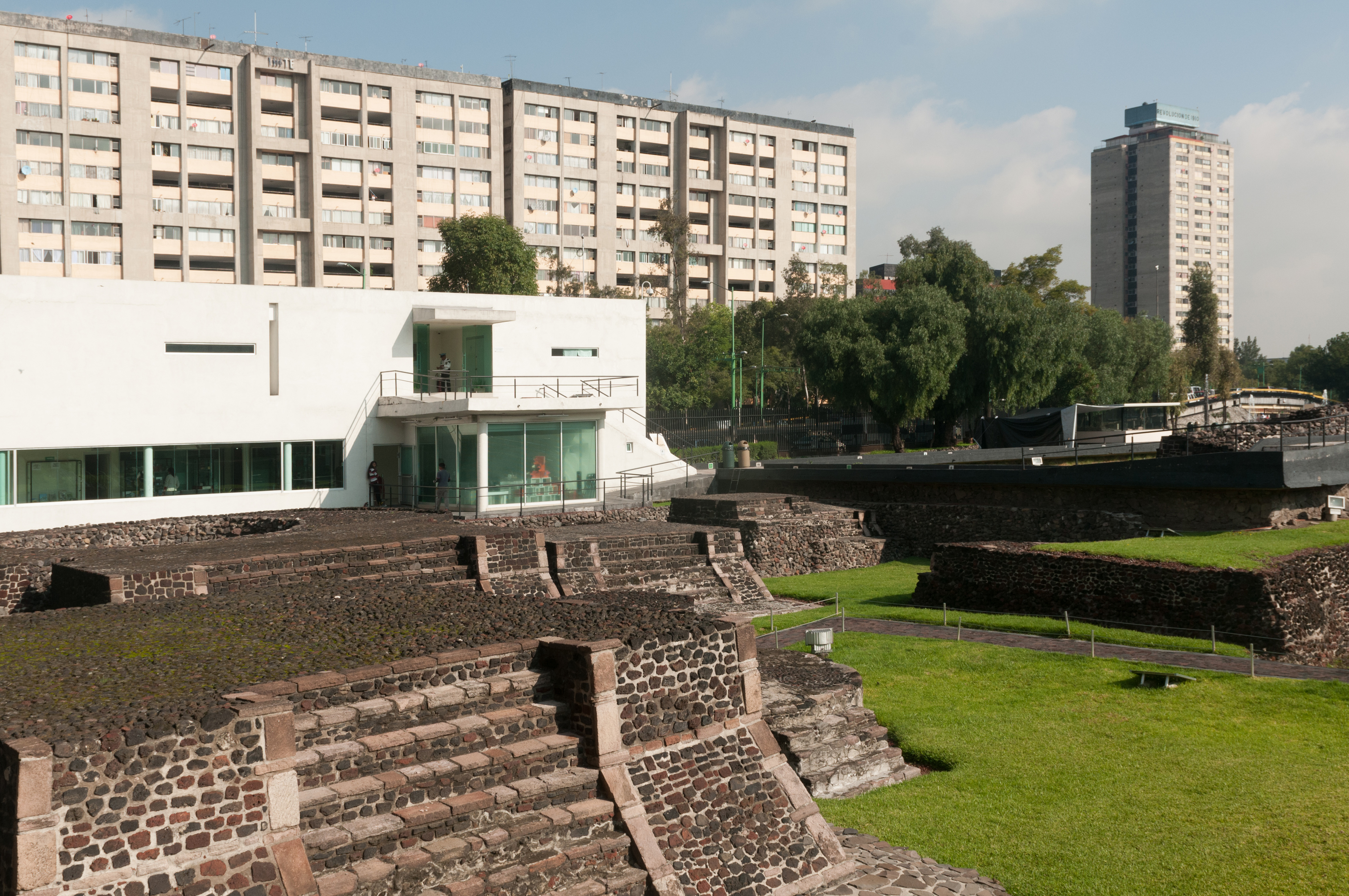
惨劇の舞台となった三文化広場の写真。

## 事件に至る経緯

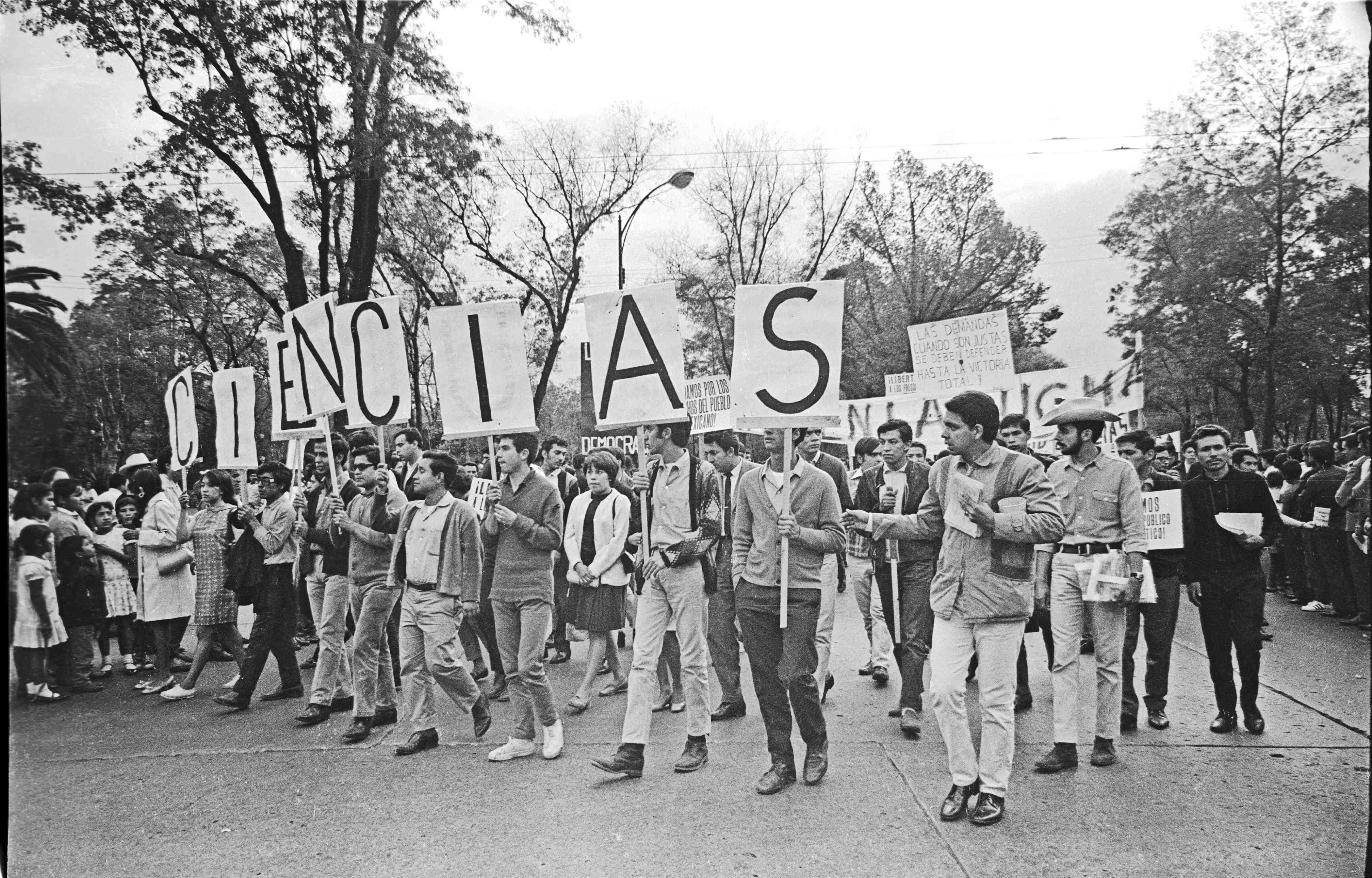
1968年メキシコの学生デモ。

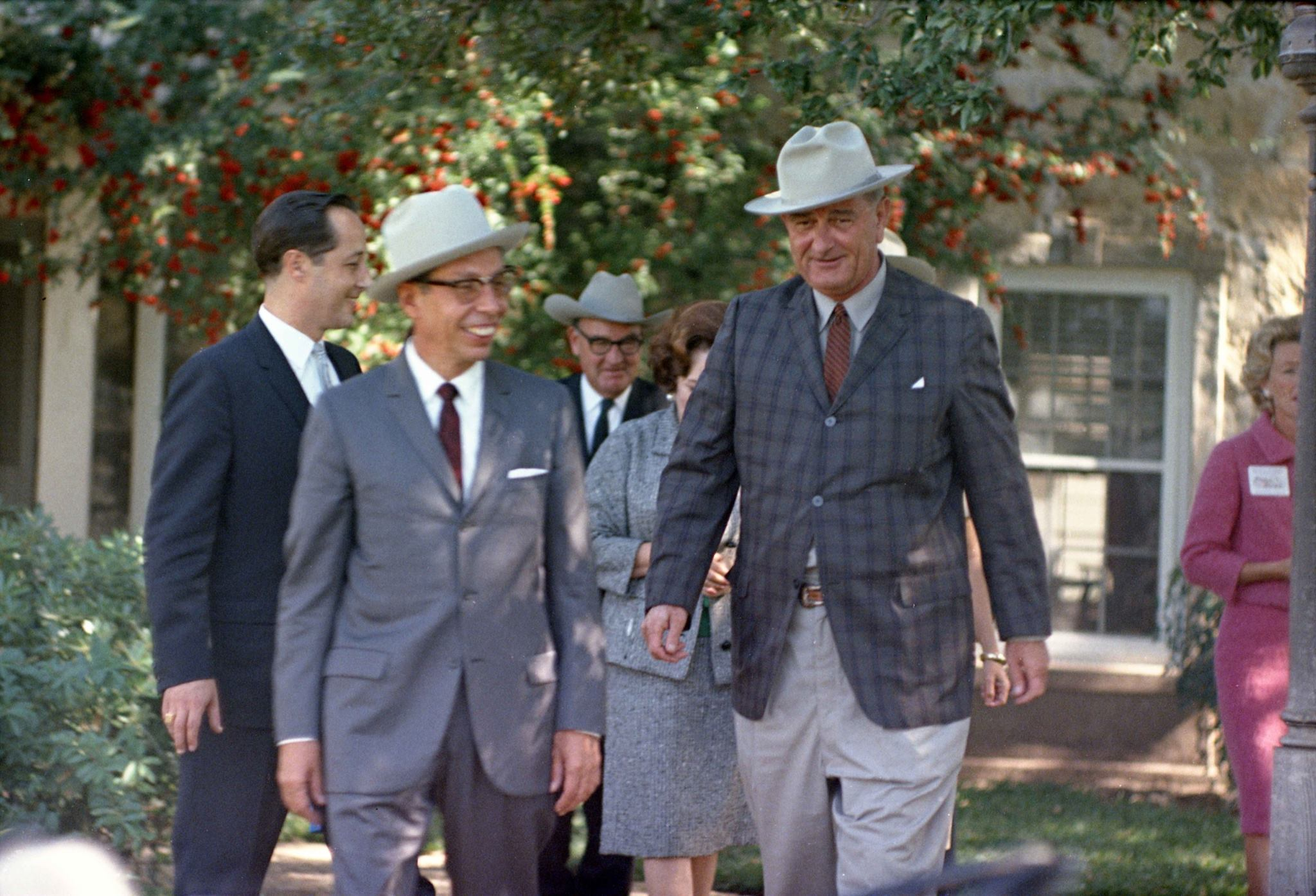
1968年当時大統領だったグスタボ・ディアス・オルダス(左)。

1968年、メキシコ政府はメキシコシティで開催されるオリンピック大会（1968年メキシコシティー五輪）のため1億5000万ドルを投資していた。メキシコ大統領グスタボ・ディアス・オルダスは社会的緊張が高まる中で平和を維持するため奮戦していた。行政は独立組合や農民の動きを抑止し、経済発展のためのドラスティックな対策をとった。 1958年、アドルフォ・ロペス・マテオス政権下において、組合リーダーのデメリトリオ・ヴァレホは鉄道組合を組織しようとしたが、メキシコ政府はすぐにそれを打ち切った。 「社会的解体」を犯罪と定義した刑法第145条違反の下、ヴァレホを逮捕した。
メキシコシティでの学生運動は、制度的革命党(PRI)体制に満足していない学生の大部分を含む組織「POLLOS」への激しい抑圧と闘争の結果、急速に成長した。セルジオ・ツェルメーニョは学生は民主主義への欲求によって団結していると主張したが、民主主義が何を広く意味するのかについての理解は幅広いものだった。

## 全国ストライキ協議会（CNH）

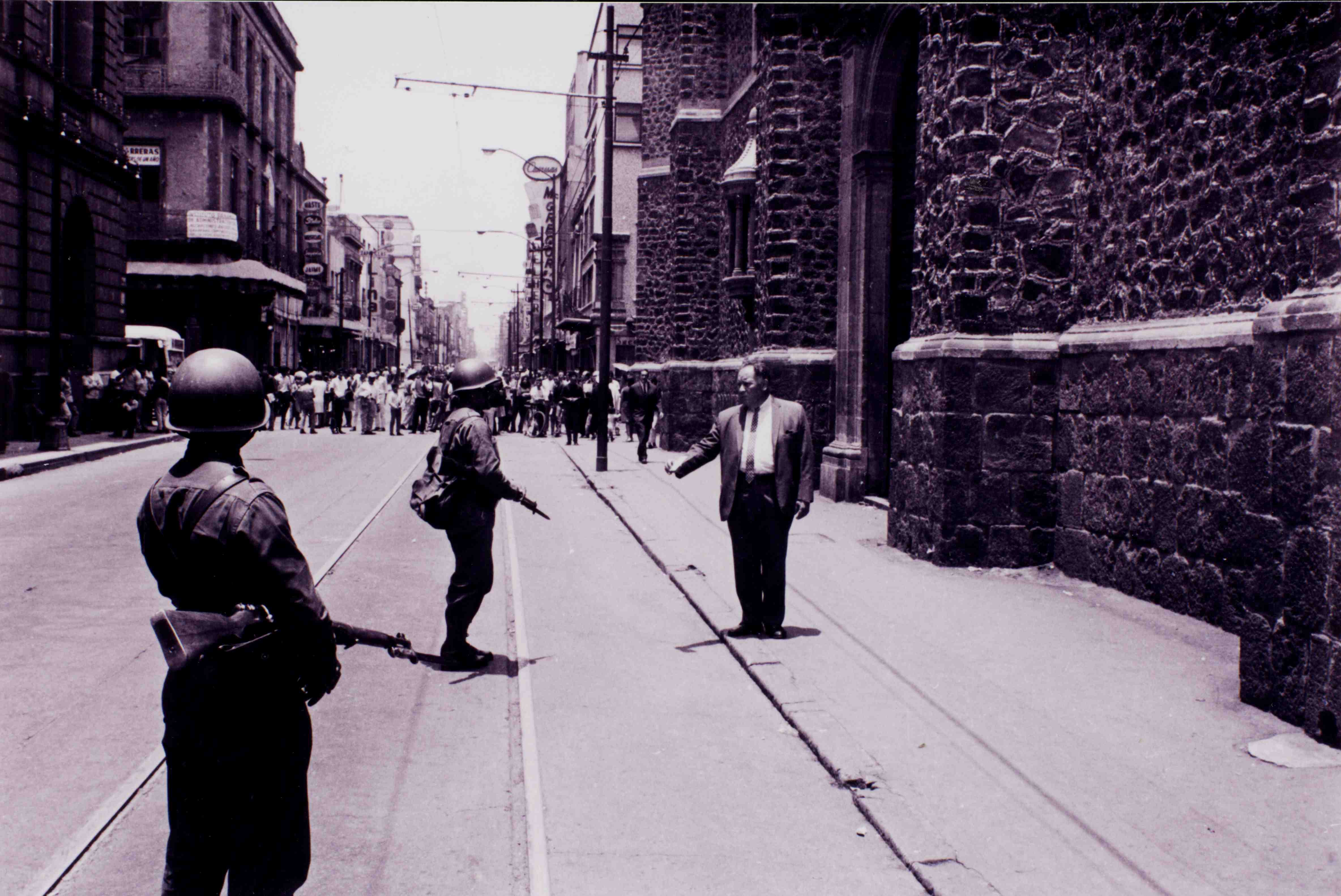
1968年7月30日、第1高等学校の前で教師と兵士が会話をし、その背後で学生たちがデモ活動を行なっている。

1968年の夏、メキシコ政府による大学の自治への介入後に「全国ストライキ協議会（以下CNH）」は公式に形成された。CNHはメキシコの70の大学と高等学校からの学生の代表団であり、社会的、教育的、政治的改革を促進するため、ディアズ政権に対する後の抗議活動のすべてを組織した。 全盛期には、CNHに240名の学生代表が出席、投票で決定を行い、女子学生とともにライバル機関の敵意を減らした。
ラウール・アルバレス・ガリン、ソクラテス・カンポス・レムス、マルセリーノ・ペレリオ、ジルベルト・ゲバラ・ニエブラは、CNHの事実上の4大指導者であり、世界がメキシコ・オリンピックに焦点を当てるなか、CNHの指導者は 政治的、社会的異議を自覚させるため、平和な活動を追求した。
CNHは以下6点の申立てを準備した。
1. 刑法第145条及び第145（b）条（公序良俗を脅かすとみなされる3人以上の者が主催した集会に出席した者の処罰）の撤回
2. 擲弾隊[11] の廃止（戦略的な警察活動の停止）
3. 政治犯の解放
4. 紛争時の負傷者の補償
5. 以前の流血事件の責任者特定
6. 警察署長、他2名の解任

## 職業学校＃5襲撃事件
1968年7月22日、メキシコシティの中心で対立する十代学生グループ同士の小競り合いが起こった。ほとんどのメンバーは職業学校＃2と＃5の学生だった。小競り合いはグループのひとりが学校の窓に石を投げた事から始まった。翌日、また小競り合いが繰り返され、事態鎮静化の要求に応えた反暴動警察が擲弾隊とともにグループのメンバーを拘束するため職業学校＃5に強制捜索に入った。擲弾隊は学生のデモ参加を鎮圧するため、しばしばメキシコ政府によって使用されたが、この7月はじめて小競り合いを起こした学生たちに対して使用された。しかし反暴動警察は職業学校#5を排除するにあたって多数のそれ以外の学生と教師をも襲撃した。のちの非公式インタビューで擲弾兵のひとりは「殴りつけて学生を一人刑務所に放り込む都度30ペソをもらった」と述べた。
事件は学生自治の最初の侵害となった。以後、学生運動は結束を強めた。運動は首都圏外の学生の支持も得るようになる。学生たちは6人以上の旅団を形成し、公共バスや街頭、市場で問題についてのリーフレットを配布した。CNHのより小さな単位であるこれらの組織は学生運動が取り組む範囲と問題を決めた。旅団はバスで乗客と腐敗と政府の弾圧を話し、チラシを配布し、寄付を集めた。やがて乗客と運転手は学生の民主主義と正義に対する要求に同情をし、学生は多くの金額を集めるようになった。しかし学生たちの攻撃的な行動は、学生の動機について運転手を失望させ始め、若者たちが自分たちだけのために権力を求めているのではないかと疑うようになった。

## メキシコ国立自治大学（UNAM）の抗議デモ
8月1日、メキシコ国立自治大学 (UNAM)のバロス・シエラ（Javier Barros Sierra）教授は政府の行動と大学の自主性の侵害に対する抗議デモで50,000人もの学生を導いた。抗議デモの秩序だった行動は学生が扇動的ではないことをメキシコ国民に示した。さらに、このデモでは共産主義の扇動者が学生を駆り立てたは考えにくいことが示された。そのルートはシウダッド大学（CU）から出発し、Insurgentes AvenueをFelix Cuevasまで歩き、Felix Cuevasを曲がってCoyoacánAvenueにゆき、University Avenueから出発点に戻るというものだった。彼らは大騒ぎをしたり逮捕者を出したりすることなく行進を続けた。
9月9日、バロス・シエラ教授は、「我々の制度的要求は、先日の共和国大統領の年次メッセージによって満たされた」と学生と教師に声明を発表した。9月13日、CNHははこのサイレント・マーチを新聞El Dia紙にレポートした。 記事のなかで「すべての労働者、農家、教師、学生および一般の人々」に行進に参加するよう呼びかけた。CNHは「第20回オリンピックともメキシコの独立記念日とも関係はない」とし、「この委員会はいかなる方法によっても（それらに）干渉するつもりはない」と強調した。 この発表でCNHは彼らが掲げた6つの要求のリストを繰り返した。差し迫ったオリンピック大会の開幕に伴って、ディアス・オルダス大統領はこのデモを中止させることに決めた。 UNAMのキャンパスを占領するように軍隊に命じた。反暴動警察は学生を無差別に殴打、逮捕し、キャンパスを占拠した。 9月23日、バロス・シエラ教授はこれに抗議し辞任した。

## 国立工科大学の戦闘

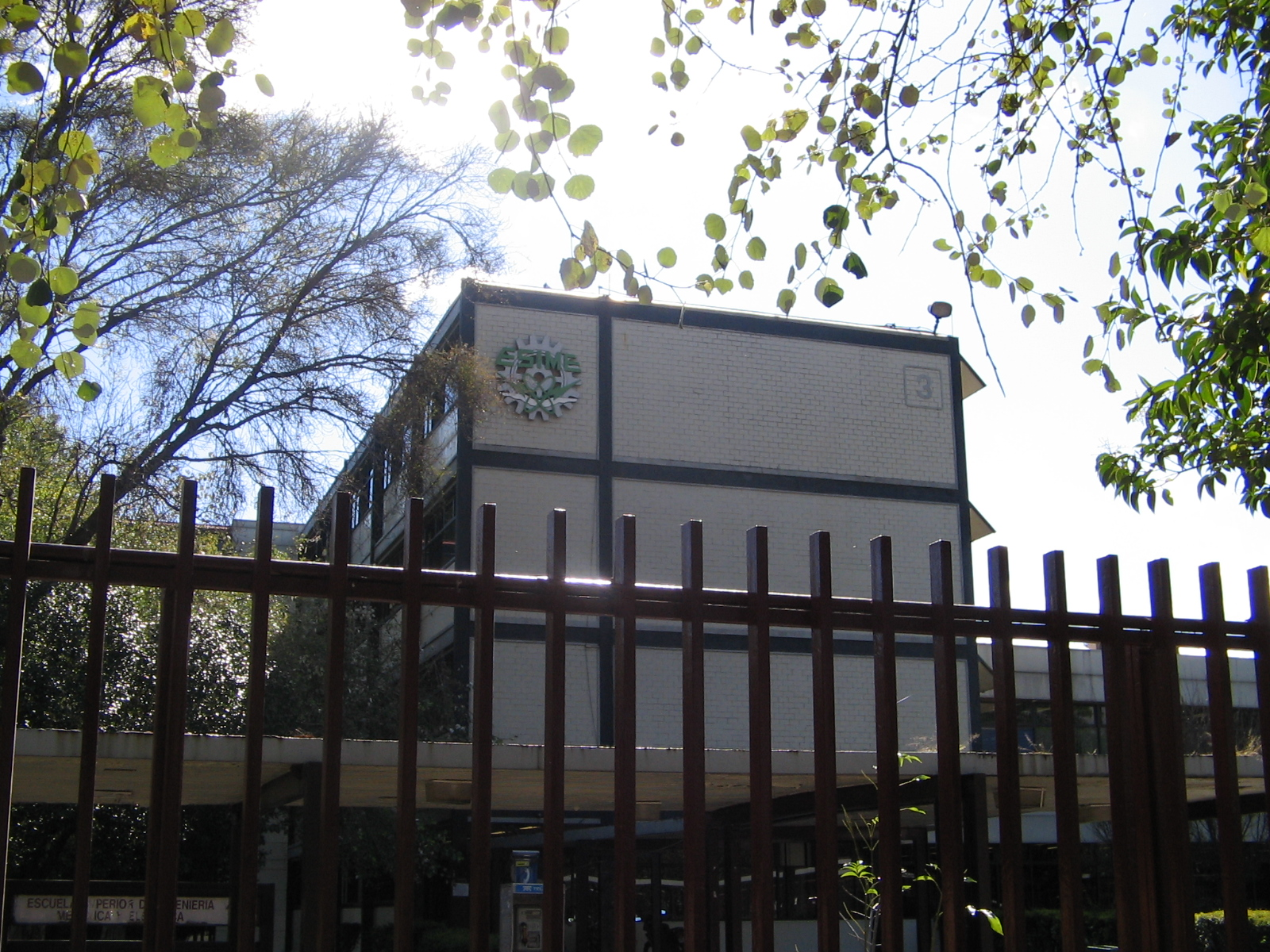
現在のサカテンコ国立工科大学。

学生は「防衛」の準備を始めた。彼らは警察と軍隊がサカテンコとサント・トーマスの国立工科大学のキャンパスを占有しようとしたとき、強い抵抗を示した。戦闘は9月23日午後5時から9月24日の午前1時まで続いた。医師レオン・ロヨラは著書「サントトーマスの夜」に「今日、私は不平等な流血の戦いを見ている。両当事者は武装している...しかし武器の違いは明らかで、22口径のピストルに対する軍用ライフルM-1、火炎瓶に対するバズーカー」と書いた。工科大学生は12時間以上に渡ってキャンパスを占拠していたため、政府からの強い報復を招いた。フランスの新聞L'Express紙によれば、戦闘の結果15人が殺害され、1000発以上の弾丸が放たれた。メキシコ政府は3人の死者と45人の負傷者を公表した。

## 虐殺
1968年10月2日、約10,000人もの大学生や高校生は政府の行動に抗議し、平和スピーチに耳を傾けるためラス・トレス・クルトゥラレス広場（三文化広場）に集まった。ここには住宅団地に住む近隣住民、通行人や子供など、CNHに関連付けられていない人々が参加していた。学生たちは三文化広場に隣接する「チワワ」という名の、3つのモジュールと13階建ての複合住宅の外に集まっていた。誰かが歌い始めた曲中には「私たちはオリンピックを望んでいない、我々は革命を望んでいる！」という歌詞もあった。デモの主催者は軍隊が現れ、緊張が高まったことに気づいても集会を止めようとしなかった。
警察と軍の２台のヘリコプターが上空を飛んだ。午後5時55分頃。メキシコ外務省ビル近くから赤色の閃光が発射された。午後6時15分頃、今度はヘリコプターから緑色と赤色の2つの閃光が発射された。5,000人の兵士と200台の戦車と軍用トラックがプラザを囲み、広場に最初の一撃が放たれた後に起こったことの多くは1968年以降何十年もの間不明確だった。2000年以来、米国とメキシコの政府機関によって公表された記録と情報により、研究者は事実を研究し新しい結論が導かれた。

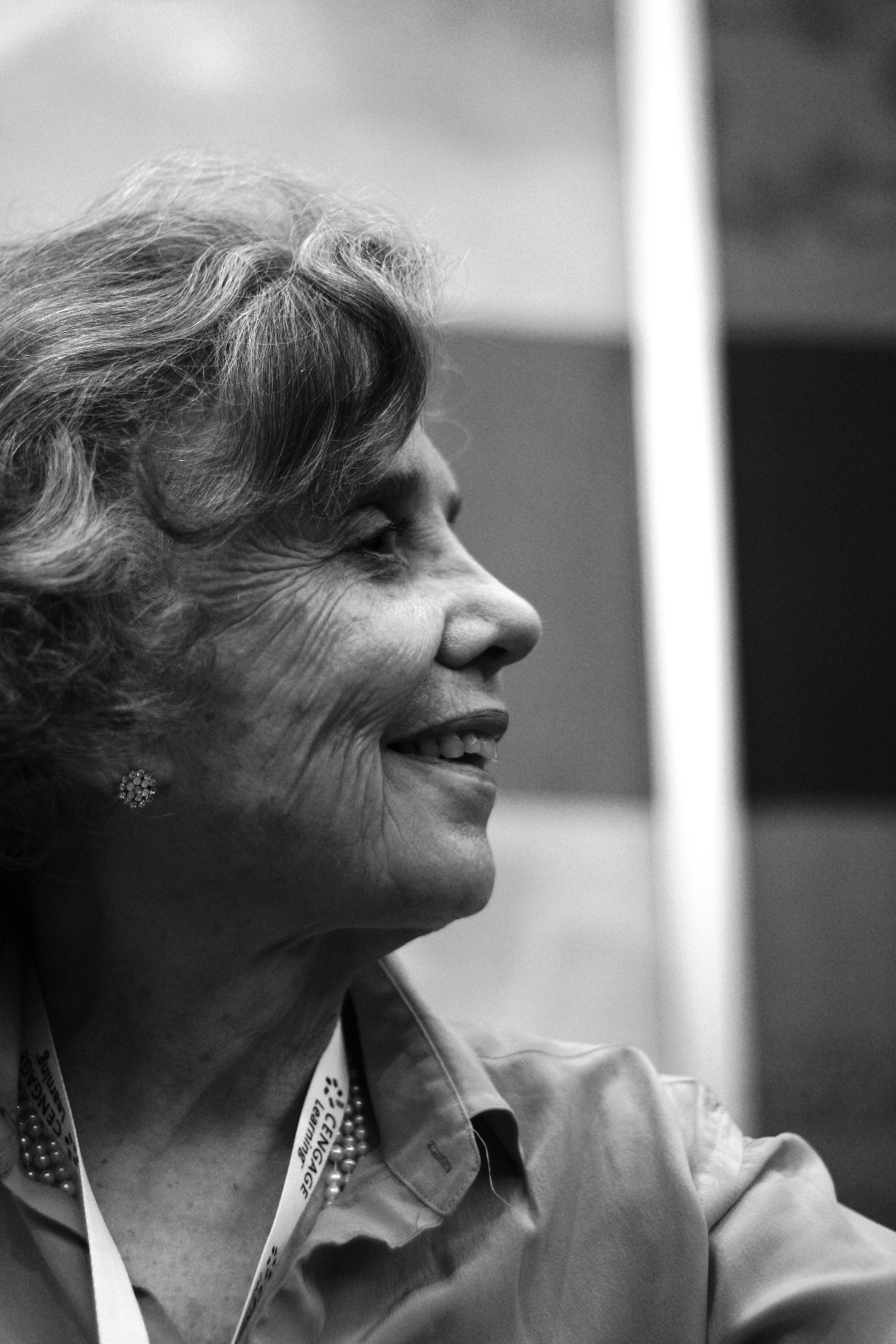
「トラテロルコの夜」で知られるジャーナリストのエレナ・ポニアトウスカ。2001年政権交代の際に公開された文章によって、彼女の著書が正確なものであったことが証明された。

最初に誰が銃撃をはじめたのかという疑問は、虐殺後何年もの間解決されていなかった。メキシコ政府は「周辺アパートからの軍への砲撃が攻撃を引き起こした」と述べたが、学生たちは「ヘリコプターが群衆に発砲するように軍を伝えていたように見えた」と述べた。ジャーナリストのエレナ・ポニアトウスカ（Elena Poniatowska）は、彼女の著書「トラテロルコの夜（La noche de Tlatelolco）」の中にある虐殺事件のインタビューを選んで説明した。「突然空に閃光が現れ、だれもが自動的に空を見あげた。 最初の銃撃の音が聞こえた。 群衆はパニックにおちいった... （それから）あらゆる方向に走り出した」。秩序を回復させようとするCNHの努力にもかかわらず、広場の群衆はすぐに混乱に陥った。
その後まもなく、オリンピア大隊（el Batallón Olimpia）がCNHの指導者を逮捕するよう命じ、広場に踏み込んだ。オリンピア大隊のメンバーは白い手袋や左手に白いハンカチを巻きつけ、民間人と区別できるようにし、兵士から銃撃されることを防いでいた。アーネスト・モラレス・ソト大尉は「空の閃光を見た直後に、私たちは2つの出入り口を封鎖し、誰も広場から入退場できないようにしなければならなかった」と述べた。広場では攻撃が続いた。その後数十人が死亡し、さらに多くの負傷者がでた。兵士たちは近くの建物や群衆に向かっても発砲し、デモ隊だけでなく観衆や通行人も巻き込んだ。学生、ジャーナリスト（その一人はイタリアのジャーナリスト、オリアナ・ファラシ（Oriana Fallaci））、子供たちが銃撃を受け、夥しい体が地に崩れ落ちた。その間、運動のリーダーたちがいた複合住宅「チワワ」では、オリンピア大隊のメンバーが群衆を押しのけ、エレベーターの壁の近くの地面に横たわっているように命じた。 多くの関係者がこの男性たちが群衆や兵士を最初に撃ったと主張する。
証拠ビデオによれば、オリンピア大隊の少なくとも2隊は近くのアパートに隠れ、モリノ・デル・レイ地区の別のアパートに機関銃を設置していた。そこは国務長官の姉妹の持ち家であり、その後ルイス・エチェベリア・アルバレス元大統領が住んでいた。サンチアゴ・デ・トラテロルコ教会の屋根には狙撃兵（スナイパー）が配されていた。近くの修道院と外務省には最初の「2つの閃光」を発射した人物を含む多くの関係者が集まっており、部屋には機関銃とビデオカメラも備えられていた。証拠ビデオには10人もの男性たちが白い手袋を着用し、教会から出て、兵士に会い、銃を指さしている光景が捉えられている。 男性の一人が身分証明書のようなものを提示し彼らを行かせる。
複合住宅「チワワ」とその周辺地区では（情報封鎖のため）電気と電話が切断された。大虐殺は夜通し続けられ、兵士と警察は広場に隣接する家から家へと展開した。事件の証人たちは、遺体はまず主なものが救急車で取り除かれ、その後軍隊が到着して残りを積み重ね、生死不明のまま軍用トラックで運び去ったと言う。一部の証言によれば、遺体がゴミ収集車に詰め込まれ、未知の目的地に送られたとされる。兵士たちは建物のエレベーターの壁に学生を集め、裸にして殴りつけた。約3,000人が教会の隣にある修道院に連行され、翌朝まで拘留された。その殆どは学生とは関係のない人、ただの近隣住民、通行人、スピーチを聞くためだけに広場に立ち寄った人だった。他の目撃者は、翌日、オリンピア大隊のメンバーがサービス雇用者や調査員を偽装して、学生を探し家を調べただろうと断言する。
政府による事件の公式な説明は、群衆を見下ろすビルに潜む武装したデモ隊の容疑者が銃撃を開始し、狙撃兵が標的を見つけ、自己防衛のためにそれに応酬したというものだった。 翌朝の新聞には20〜28人が死亡し、数百人が負傷し、数百人が逮捕されたと報じられた。ほとんどのメキシコメディアが学生らの狙撃兵による広場を囲むアパートからの銃撃が軍の反応を誘発したと報じた。翌1968年10月3日付EL DIA紙朝刊には次のように書かれていた。「トラテロルコの集会での犯罪的挑発が血みどろの暴動を引き起こした」。メディアは政府により情報操作されていたが、2001年の調査では、狙撃兵は大統領警備隊のメンバーであり、軍に向かって銃撃するように指示されていたことを示す文書が明らかになった。

## 調査と対応
1998年、エルネスト・セディージョ大統領は、10月2日のトラテロルコの虐殺30周年イベントで議会の調査を認可した。しかし制度的革命党(PRI）政府は事件に関連する政府公式文書の公表しなかった。 2002年のラジオインタビューで、米国国家安全保障庁のメキシコ文書プロジェクトのディレクターは政府の調査について以下のように説明した。
「何年もの間、いくつもの調査が行われてきた。事実、ミゲル・デ・ラ・マドリード元大統領は昨日の記者会見で、デモの文書や写真を陸軍と内務次官に要求したところ、その件に関しては捜査しないようにとてつもなく強い政治的圧力にさらされたと述べた。要求し続けたところ、軍と内務省は彼らのアーカイブが整理されておらず、文書も写真も存在しないと主張した」。

2001年、70年に及ぶ制度的革命党の政権の独占が終わり、国民行動党（PAN）のヴィセンテ・フォックスが大統領に就任した。彼は虐殺の発令責任者が誰であったかという問題を解決しようとし、1968年の以前に分類された虐殺に関する書類の公開を命じた。文書は10月の夜の出来事はエレナ・ポニアトウスカの著述が正確だったことを証した。米国のアナリスト、ケイト・ドイルは書く。
「政府の発表によれば、広場には何千人もの学生が集まっていて、生徒たちが最初に銃撃をくわえたというものだったが、実際は大統領警備隊の特殊部隊によって形成されたオリンピア大隊と呼ばれるユニットがあり、広場を囲んでいる建物から銃撃し、それが大虐殺の原因となったという証拠が明らかにされた。」。
フォックス大統領は2002年にイグナシオ・カリーリョ・プリエトを任命し、虐殺の発令責任者を訴追した。2006年、ルイス・エチェベリア・アルバレス元大統領は大量虐殺罪で逮捕された。しかし、2009年3月、複雑な上訴手続きの後、元大統領に対する大量虐殺訴訟は却下された。メキシコの新聞The News Mexico紙は、「裁判所の3人の裁判官は、元大統領を1968年10月2日の虐殺事件に結びつけるには証拠が不十分であると判決した」と報じた。
判決にもかかわらず、検察官カリーリョ・プリエトは、国際司法裁判所と米州人権委員会の前で彼の調査を続行し、元大統領に対する告訴を求めると述べた。

## 米国政府のアーカイブ
2003年10月、ワシントン大学の国家安全保障アーカイブ（National Security Archive）は一連のCIA記録を公表し、米国政府の虐殺における役割が明らかになった。情報公開法の要請に応じて、国防総省、国務省、FBI、ホワイトハウスが公表した文書には次のような記述がある。
- メキシコ政府のオリンピック安全保障上の懸念に対処するため、国防総省はメキシコへの軍事ラジオ、武器、弾薬や暴動鎮圧用装備を送った。
- メキシコシティのCIA当局は7月から10月にかけて、メキシコ政府と大学の状況に関する報告を、ほぼ毎日作成した。トラテロルコでの虐殺の前に、ルイス・エチェベリア・アルバレスと連邦保安局長は「状況はすぐに完全な制御下に置かれる」とCIAに語った。
- ディアス・オルダス政権は学生指導者ソクラテス・カンポス・レムスが制度的革命党(PRI)の指導層に対する内部の反体制改革政治家たち（たとえばen:Carlos A. Madrazo）が学生運動に資金を出して指揮している と発言するように「調整」した。

## 追悼

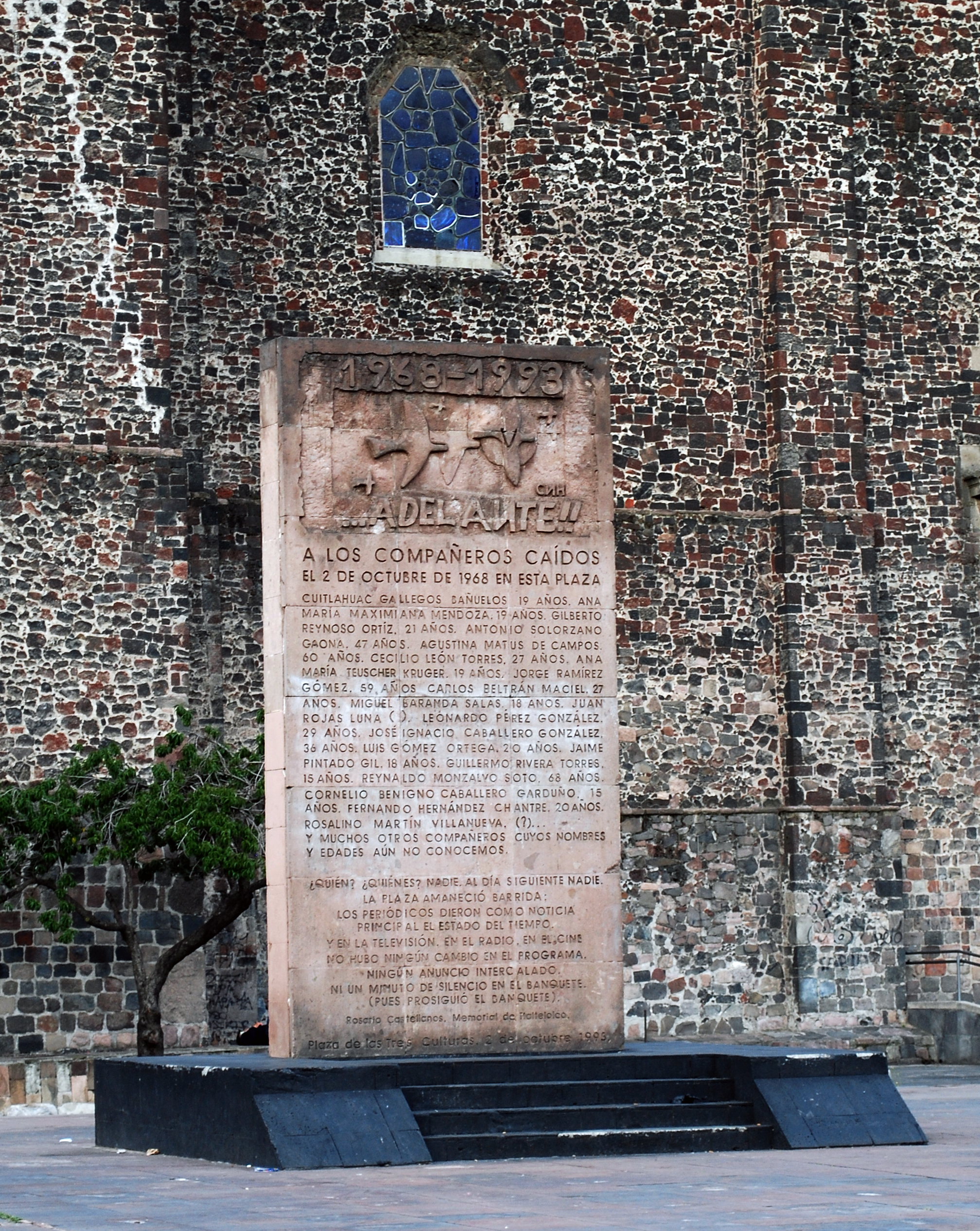
広場に捧げられた追悼の石碑。

1993年、事件25周年を追悼し、学生など犠牲者の名前の刻まれた石碑が捧げられた。最高裁判所は虐殺を悼む壁画を飾っている。
2008年10月2日、40周年を追悼し、メキシコシティで2度の行進が行なわれた。 1度目ははNormal Superior de Maestros学校から出発しソカロへ向かった。2度目は国立工科大学から三文化広場の虐殺の場所を目指した。 イベントの主催者である「68年委員会（Comité del 68）」の一人によれば40,000人もの参加者を数えた。
メキシコ上院は10月2日を「国民哀悼の日」として定めた。

## 関連書物
- エレナ・ポニアトウスカ トラテロルコの夜 〔メキシコの1968年〕 ISBN 978-4894344723
- パコ・イグナシオ・タイボ二世 68, New York: Seven Stories Press, 2003 ISBN 1-58322-608-7.
- "The ghosts of Mexico 1968", The Economist, 24 April 2008